# Jarramas (1759)
Jarramas var en fregatt i svenska flottan, byggd av Gilbert Sheldon på Karlskronavarvet och sjösatt 1759. Hon var ett enkeldäckat segelfartyg av trä med 32 kanoner.

## Namnet
Namnet Jarramas gavs först åt ett fartyg 1716, Jarramas (1716), detta fartyg hade namngivits av Karl XII precis innan Kalabaliken i Bender. Namnet, yaramaz, betyder på turkiska ungefär den busiga.

## Tjänstgöringshistoria
Hon deltog bland annat i Gustav III:s ryska krig åren 1788-1790, och hon deltog i sjöslag mot ryska flottan i Finska viken, Medelhavet och Bottenviken. Man kan särskilt nämna följande strider:
- Räden mot Baltischport

Hon var i tjänst i svenska flottan ända fram till 1818.

## Långresa

### 1802-1803
Den 20 mars 1801 ockuperade Storbritannien svenskön Saint Barthélemy. Syftet med denna resa var att åka dit och återta ön under svensk kontroll. Hon anlände till ön 9 juli 1802 och redan dagen efter gav britterna upp och lämnade ön för att gå ombord på en brittisk fregatt. Storbritannien kom senare att betala skadestånd till Sverige för tilltaget. Fartygschef var kapten Jakob Henrik Hielm (1757–1820).

#### Färdväg
1. Sverige Avseglade 9 april 1802
2. Saint Barthélemy, Västindien Anlöpte 9 juli 1802, avseglade 24 juli 1802
3. Karlskrona Anlöpte 28 maj 1803